# Sybra apicefusca
Sybra apicefusca là một loài bọ cánh cứng trong họ Cerambycidae.